# Film News Anandan
 (avril 2020).
Film News Anandan (en tamoul : பிலிம் நியூஸ் ஆனந்தன்), né Mani, est un historien du cinéma et un photographe indien installé à Chennai, au Tamil Nadu. Il est surnommé « l'encyclopédie ambulante » du cinéma tamoul,.